# Oxy difluoride
Oxy difluoride là một hợp chất vô cơ có công thức hóa học OF2, là một chất khí không màu có mùi gần giống với ozon, rất độc. OF2 có hình dạng phân tử như nước (hình chữ V), là một chất có tính oxy hóa mạnh. Mặc dầu nó là nguyên tố có chứa oxy và nguyên tố khác (fluor), nhưng không được coi là một oxide, vì độ âm điện của fluor lớn hơn độ âm điện của oxy, số oxy hoá của oxy trong trường hợp này là +2 thay vì -2 trong các oxide.

## Lịch sử
Oxy difluoride được phát hiện lần đầu tiên vào năm 1929 bằng cách cho fluor phản ứng với NaOH loãng 2% lạnh:
2F2 + 2NaOH → OF2↑ + 2NaF + H2O

## Tính chất hóa học
Oxy difluoride là một chất khí có tính oxy hóa mạnh. Trên 200 °C (392 °F; 473 K), OF2 bị phân hủy thành O2 và F2:
2OF2 → O2↑ + 2F2↑

### Phản ứng với nước
- Oxy difluoride phản ứng rất chậm với nước tạo thành acid hydrofluoric:

OF2 + H2O (l) → 2HF (dd) + O2↑
- Oxy difluoride còn phản ứng với hơi nước ở 250 °C (482 °F; 523 K) tạo thành oxy và hydro fluoride:

OF2 + H2O (h) → O2 + 2HF

### Phản ứng với kim loại và phi kim
- OF2 phản ứng với nhiều kim loại và phi kim tạo thành oxide và fluoride:
  - Phản ứng với phosphor tạo thành PF5 và POF3;
  - Phản ứng với lưu huỳnh cho SF4 và SO2;
- OF2 còn phản ứng với khí trơ, như xenon ở nhiệt độ cao cho XeF4.

### Phản ứng với hợp chất
- Oxy difluoride oxy hóa lưu huỳnh dioxide thành lưu huỳnh trioxide và fluor:

OF2 + SO2 → SO3 + F2↑
- Ngoài ra dưới tác động của tia cực tím UV OF2 còn phản ứng với SO2 tạo thành SO2F2 và S2O5F2:

SO2 + F2 → SO2F2
OF2 + 2SO2 → S2O5F2

## An toàn
OF2 là một chất độc, cần phải cẩn thận khi tiếp xúc với nó.